# Nusa vari
Nusa vari là một loài ruồi trong họ Asilidae. Nusa vari được Tomosovic miêu tả năm 2005. Loài này phân bố ở miền Ấn Độ - Mã Lai.